# Hullabaloo
Hullabaloo är en samlingsskiva av det brittiska bandet Muse som släpptes 2002. Den innehåller två skivor varav ena innehåller B-sidor inspelade mellan mars 1999 och oktober 2001 och den andra innehåller låtar som är spelade live på Le Zenith i Paris 2001.

## Låtlista CD 1
1. Forced In
2. Shrinking Universe
3. Recess
4. Yes Please
5. Map of Your Head
6. Nature_1
7. Shine Acoustic
8. Ashamed
9. The Gallery
10. Hyper Chondriac Music

## Låtlista CD 2
1. Dead Star
2. Micro Cuts
3. Citizen Erased
4. Showbiz
5. Megalomania
6. Darkshines
7. Screenager
8. Space Dementia
9. In Your World
10. Muscle Museum
11. Agitated